# 索尼Xperia 5 II
索尼Xperia 5 II是索尼公司于2020年9月17日发布的一款智能手机。手机设计和前代索尼Xperia 1 II基本一致，搭载基于7nm工艺的骁龙865SoC芯片。

## 设计
索尼Xperia 5 II的屏幕支持120Hz屏幕刷新率以及240Hz屏幕触控采样率，是索尼第一款支持120Hz刷新率的产品。240Hz触控采样率可以减少游戏中的运动模糊，带来更好的游戏体验。
索尼Xperia 5 II有黑色、灰色、蓝色和粉色四款配色，随后推出的Docomo的运营商定制款为紫色，只在日本网上商店发售。
保留3.5mm耳机孔，负责索尼移动通信机械设计的山口彬，称耳机孔对于想要听高音质音乐的人非常重要，而且现在耳机设备并无重大技术突破，有不少用户都倾向保留耳机孔。
索尼Xperia 5 II与索尼Xperia 1 II相比多了Google Assistant物理按键，位于电源键和相机键之间。电源键依旧和索尼Xperia 1 II一样，与指纹键二合一，但体验上并没有比屏下指纹解锁快。

## 摄像

### 后置相机
索尼Xperia 5 II发布后在DXOMARK评分网站上的后置摄像头评分达到111分，略低于112分的索尼Xperia 1 II，相较于2020年1月测试的索尼Xperia 5（95分），Xperia 5 II的相机表现有明显提升。
Sony Xperia 5 II去掉了Xperia 1 II用于加强夜间对焦的3D iTOF传感器。索尼香港的工作人员称虽然低光环境对焦速度会受影响，但是在白天拍摄几乎没有影响。

## 评价

### 正面评价
每日快报的戴维德·斯奈林（DAVID SNELLING）认为索尼Xperia 5 II也许是索尼这些年表现最好的旗舰手机，尤其是屏幕和相机体验方面。Chip杂志的贾马尔·菲舍尔（JAMAL FISCHE）也认为表现很好，甚至超过前代索尼Xperia 1 II，屏幕有更高的刷新率以及去掉目前体验不是很明显的4K分辨率，电池续航也有明显的提升，相机方面相较前代有所差距，但是索尼Xperia 5 II也比前代价格便宜不少。DXOMARK的保罗·卡罗尔也认为Xperia 5 II会是Xperia 1 II的超值替代品，拍照虽然在动态范围、细节和自动对焦方面有一些小瑕疵，但体验与Xperia 1 II相差不多。

### 负面评价
戴维德·斯奈林（DAVID SNELLING）但指出索尼Xperia 5 II没有无线充电，对于习惯无线充电人群是个糟糕的选择，价格相比有无线充电的Pixel 5和三星Galaxy S20 FE也没有优势，还有没有多大用处的Google Assistant物理按键。拍照上，M3报纸的马蒂亚斯·英格（Mattias Inghe）认为可以用索尼Xperia 5 II模仿专业设备但不能代替。索尼内置了拍摄软件Cinema Pro和Photo Pro用于模拟专业设备的拍摄场景，但受限于硬件，拍摄效果肯定不如专业设备。

## 合作
2021年2月2日，索尼宣布正式成为2021年穿越火线枪战王者职业联赛的首席合作伙伴，索尼Xperia 5 II为该职业联赛比赛专用机。